# تشارلز فان دورين
تشارلز فان دورين (بالإنجليزية: Charles Van Doren)‏‏ (12 فبراير 1926 في مانهاتن - 9 أبريل 2019 في كانان) أستاذ جامعي، وكاتب غير روائي من الولايات المتحدة.

## روابط خارجية
- تشارلز فان دورين على موقع الموسوعة البريطانية (الإنجليزية)
- تشارلز فان دورين على موقع إن إن دي بي (الإنجليزية)